# Alestopetersius nigropterus
Alestopetersius nigropterus är en fiskart som beskrevs av Poll, 1967. Alestopetersius nigropterus ingår i släktet Alestopetersius och familjen Alestidae. IUCN kategoriserar arten globalt som starkt hotad. Inga underarter finns listade i Catalogue of Life.